# Propulsion nucléaire (astronautique)
 (mars 2011).
Si vous disposez d'ouvrages ou d'articles de référence ou si vous connaissez des sites web de qualité traitant du thème abordé ici, merci de compléter l'article en donnant les références utiles à sa vérifiabilité et en les liant à la section « Notes et références ».
Cet article concerne la propulsion spatiale. Pour les systèmes de propulsion nucléaire terrestres ou maritimes, voir moteur atomique et propulsion nucléaire navale.
La propulsion nucléaire spatiale est l'utilisation d'énergie nucléaire pour mouvoir un véhicule spatial.  

## Avantages
La densité énergétique des réactions nucléaires (fission, fusion, annihilation matière-antimatière) est 107 à 109 supérieure à celle des réactions chimiques. Cela permet d'envisager d'énormes améliorations de l'impulsion spécifique des systèmes de propulsion. En effet, l'{\displaystyle I_{sp}} idéale [Quoi ?] peut être exprimée en fonction de cette densité: {\displaystyle I_{sp}=144,22{\sqrt {E}}} où l'impulsion est en secondes et la densité {\displaystyle E} en kJ/g.
Cependant, il y a d'innombrables difficultés techniques dans le couplage efficace de l'énergie nucléaire avec le fluide propulsif éjecté par le moteur du vaisseau spatial. Par exemple, une fusée chimique propulsée par un moteur RL-10 fonctionnant au mélange LOX/LH2 récupère en énergie cinétique plus de 80 % de l'énergie idéale de la réaction chimique entre les ergols. Aucun concept de propulsion nucléaire n'atteint cette efficacité.
De plus, dans le cas de la propulsion nucléaire thermique (NTP) ou électrique (NEP), la densité énergétique globale (énergie rapportée à la masse de tout ce qui est éjecté) est très loin de l'idéal car cette énergie sert à chauffer ou accélérer une grande quantité de fluide. Par contre, ce défaut ne s'applique pas aux concepts de propulsion n'éjectant que les produits de la réaction nucléaire en jeu.
La propulsion nucléaire spatiale permettra à l'humanité d'exploiter des minerais sur les planètes et sur la Lune.

## Classification
L'énergie nucléaire peut être utilisée de plusieurs manières dans l'espace. Seules deux de ces méthodes ont été effectivement mises en œuvre :
- Générateur thermoélectrique à radioisotope (GTR)

La chaleur dégagée par la désintégration de matériaux radioactifs (plutonium,...) est transformée en électricité qui est utilisée par une propulsion spatiale électrique et/ou les équipements de l'engin spatial. Cette technique a été mise en œuvre par les sondes spatiales de la NASA envoyées vers les planètes externes (MHW-RTG, GPHS-RTG), certains astromobiles martiens de la NASA (MMRTG) mais uniquement pour faire fonctionner des équipements.
- Générateur thermoélectrique à fission

La chaleur dégagée par une réaction de fission nucléaire est utilisée pour produire de l'électricité qui peut elle-même être utilisée par une propulsion spatiale électrique et/ou les équipements de l'engin spatial. Cette technique a été utilisée par la série de radars de reconnaissance soviétiques RORSAT (générateur BES-5) lancés entre 1967 et 1988. Deux réacteur TOPAZ plus puissants ont été également testés dans l'espace à la fin des années 1980. Les États-Unis ont testé dans l'espace un réacteur fonctionnant selon le même principe en 1965 : le SNAP-10A qui produisait 500 watts électriques.
- Propulsion nucléaire thermique (NTP)

Dans la propulsion nucléaire thermique l'énergie dégagée par un réacteur à fission nucléaire chauffe un fluide propulsif (généralement de l'hydrogène liquide) éjecté par une tuyère. Ce type de propulsion n'a jamais été mis en œuvre dans l'espace mais des moteurs ont été testés sur Terre. Le plus connu est le moteur américain NERVA qui produisait une poussée comprise entre 250 et 350 kilonewtons et qui été testé entre 1964 et 1969. Les soviétiques ont de leur côté développé le moteur-fusée RD-0410 entre 1965 et les années 1980.
- Propulsion radioisotopique

La propulsion radioisotopique exploite le même principe que la propulsion nucléaire thermique, sauf que la source de chaleur n'est pas une réaction de fission en chaîne, mais la désintégration spontanée d'un isotope radioactif tout comme dans le cas d'un générateur thermoélectrique à radioisotope.
- Propulsion par fragments de fission

La propulsion par fragments de fission exploite directement la vitesse des noyaux issus de la fission nucléaire.
- Propulsion nucléaire pulsée

Avec la propulsion nucléaire pulsée, la poussée est obtenue par le souffle d'explosions séquentielles de charges à fission ou fusion, le format de ces charges élémentaires va de la bombe atomique jusqu'à la pastille fusionnée par confinement inertiel.
- Propulsion thermonucléaire

La propulsion thermonucléaire éjecte les produits d'une réaction de fusion discontinue par une tuyère magnétique.

## Variantes

### Propulsion nucléaire électrique
Le domaine de la propulsion nucléaire électrique (NEP), dans lequel un réacteur nucléaire ne sert que de source d'énergie pour alimenter des propulseurs ioniques, ne relève techniquement que de la propulsion électrique.
Néanmoins, certains concepts de véhicule utilisent une propulsion bimodale : les manœuvres dans les forts champs de gravité (à proximité des planètes) requérant un rapport poussée/poids important se font à l'aide d'une propulsion nucléaire thermique. Sorti du puits de gravité, dans les transits interplanétaires, le réacteur nucléaire fonctionne à un régime plus faible, en cycle fermé avec radiateur et turbine produisant la puissance destinée au fonctionnement d'un propulseur électrique de meilleure {\displaystyle I_{sp}}.
Ce type d'hybridation peut combiner toutes sortes de propulsions nucléaires et électriques. L'approche la plus commune est d'apparier un réacteur à cœur solide de type NERVA avec une propulsion ionique. Le gain apporté dépend fortement de la nature de la mission du véhicule car il est basé sur un compromis entre la forte poussée / faible impulsion du mode NTP (rapport T/W > 0,1 et {\displaystyle I_{sp}} ≈ 900 s) et la faible poussée / forte impulsion du mode NEP (T/W < 10−3, {\displaystyle I_{sp}} de 2000 à 5000 s).

### Augmentation LOX
| |     |       |         |           |
| \| Mode \| O/F \| Isp \| Poussée \| Puissance[1] \| \| ---------------- \| --- \| ----- \| ------- \| ------------ \| \| NTR, H2 pur \| 0 \| 940 s \| 67 kN \| 308 MW \| \| augmentation LOX \| 3 \| 647 s \| 184 kN \| 582 MW \| |     |       |         |           |
| Mode | O/F | Isp   | Poussée | Puissance |
| NTR, H2 pur | 0   | 940 s | 67 kN   | 308 MW    |
| augmentation LOX | 3   | 647 s | 184 kN  | 582 MW    |

Un moyen d'augmenter encore la poussée d'un moteur nucléaire est de procéder à une sorte de « postcombustion » par injection d'oxygène dans la tuyère. L'application la plus connue est le LANTR (LOX Augmented Nuclear Thermal Rocket) imaginée par S. Borowski et utilisant de l'oxygène produit sur la Lune (LUNOX). Cette poussée supplémentaire se fait au détriment de l'impulsion spécifique.
L'avantage évident de cette capacité à faire varier la poussée est de pouvoir conjuguer le rapport poids/poussée et l'impulsion spécifique de façon optimale en fonction des phases de la mission du véhicule (notamment décollage lunaire, injection ou éjection de l'orbite terrestre).

## En fiction
- Dans Les Aventures de Tintin, le moteur de la fusée qui va sur la Lune dans le couple d'albums Objectif Lune et On a marché sur la Lune est un système de propulsion nucléaire spatiale.